# Hézelon de Liège
Hézelon de Liège : chanoine liégeois des XIe – XIIe siècles. Il fut l'architecte de l'abbaye de Cluny III.
Fils de Conon , comte d’Oltigen et neveu, par sa mère, de Conrad Ier, comte de Luxembourg, Hézelon est également apparenté, par sa sœur Reine, moniale du prieuré de Marcigny et donatrice de l’alleu d’Aywaille, au pape Calixte II.
La dénomination de magister par Pierre le Vénérable, abbé de Cluny, laisse penser que Hézelon a fait des études supérieures, peut enseigner et a peut-être assumé les fonctions d’écolâtre ou de prédicateur au sein de la grande abbaye.
Hézelon se démarque par sa science – il s’était spécialisé dans les sciences mathématiques et avait reçu une formation technique comme architecte dans les écoles liégeoises – et ses capacités d’élocution. En tant qu’architecte, il est appelé à réfléchir aux plans de l’église de Cluny III et à en diriger les travaux, inaugurés le 30 septembre 1088.
La rue Hézelon à Liège lui rend hommage.